# جی. پی. پاتنمز سانز
جی. پی. پاتنمز سانز (انگلیسی: G. P. Putnam's Sons) انتشارات آمریکایی واقع در نیویورک است. از سال ۱۹۹۶ این عنوان نامی تجاری برای گروه پنگوئن بوده‌است.